# Únor 1948
Únor 1948 (též únorový převrat, únorový puč, v komunistické terminologii a historiografii Vítězný únor či jen Únor) je pojmenování komunistického státního převratu v Československu, který proběhl mezi 17. a 25. únorem 1948. Po roce 1990 jsou únorové události vnímány jako přechod od vnějškové demokracie k totalitě, který vedl k připojení Československa k sovětskému mocenskému bloku, předznamenal následný útlak značné části české a slovenské společnosti a stal se příčinou ekonomického úpadku země a obrovské emigrační vlny obyvatelstva.
Únorovou vládní krizi odstartovaly nevyřešené politické kauzy a čistky mezi veliteli ve Sboru národní bezpečnosti prováděné ministerstvem vnitra, v jehož čele stál komunistický ministr, Václav Nosek. Na protest podalo 20. února 12 ministrů z Československé strany lidové, Demokratické strany a České strany národně sociální demisi. Jelikož se však k tomuto kroku nepřidali včas další ministři, nedošlo k předčasným volbám, jak předpokládala část nekomunistických politiků. 25. února podlehl prezident Edvard Beneš tlaku Klementa Gottwalda podpořeného ulicí. Přijal demisi ministrů, k nimž přibyli po obsazení sekretariátu Československé sociální demokracie komunistickými Lidovými milicemi dva ministři sociální demokracie (tj. nadpoloviční většiny – 14 z 26), a doplnil vládu kandidáty Klementa Gottwalda. Moci se ujala druhá Gottwaldova vláda a komunisty ovládnutý parlament schválil 9. května novou ústavu, která potvrdila změnu poměrů.
V době totality byl 25. únor slaven jako významný den, „Vítězství československého pracujícího lidu (1948) – významný den Československé socialistické republiky“. Velkolepost oslav nástupu režimu přetrvávala po desetiletí, v roce 1988 oslavy opět vyvrcholily na Staroměstském náměstí ohňostrojem. V omezenější míře je členy Komunistické strany Čech a Moravy každoročně slaven i po roce 1990.

## Předcházející vývoj
Komunisté se už během druhé světové války připravovali na převzetí moci v zemi. Úzce spolupracovali se stalinistickým Sovětským svazem a v obnoveném Československu se snažili narušovat činnost ostatních stran, po roce 1945 sdružených v tzv. Národní frontě. O poválečném směřování země rozhodla vláda 5. dubna 1945, když schválila tzv. Košický vládní program připravený právě z iniciativy komunistů. Tento programový dokument podpořil orientaci státu na SSSR a počítal též s nadcházející hospodářskou socializací, pozemkovou reformou, konfiskací majetku vnitřních nepřátel a znárodněním části průmyslu. Při posilování pozic využívali jednotně postupující komunisté roztříštěnost tehdejších demokratických politických stran, faktickou neexistenci opozice, poválečná očekávání zradikalizované společnosti a také „mnichovské zklamání“, které v části domácí společnosti zdiskreditovalo západní velmoci i parlamentní systém první republiky. Spolupráci s KSČ se navíc zbývající povolené politické strany nebránily a aktivně proti komunistům nevystupoval ani nemocný prezident Edvard Beneš, který optimisticky doufal v mírovou spolupráci západních demokratických velmocí a SSSR.
Edvard Beneš se v exilu snažil budoucí ČSR pojistit spojeneckými smlouvami s hlavními spojeneckými mocnostmi. Kromě smlouvy s Británií a Francií šlo zejména o novou smlouvu se SSSR uzavřenou v prosinci 1943. Tato smlouva se stala předmětem silné kritiky, zda neposouvá ČSR příliš do sovětské sféry vlivu. Smlouva byla výrazem nové zahraničněpolitické orientace československé zahraniční vlády na SSSR. Během pobytu v Moskvě Beneš také začal jednat s představiteli exilové Komunistické strany Československa o poválečné podobě Československa (viz též článek Heliodor Píka). Uzavřením této smlouvy se Beneš nicméně pokoušel získat podporu Sovětského svazu pro obnovu Československa po skončení války.

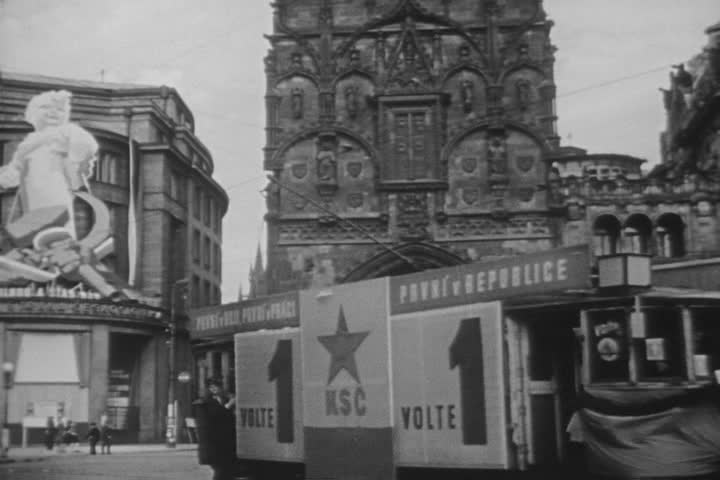
Předvolební plakáty KSČ s volebním číslem "1" v roce 1946

Preference komunistů stoupaly i díky podpoře Moskvy, protože v Československu se SSSR po válce těšil značné popularitě a autoritě. Značná část české a slovenské společnosti navíc komunisty vnímala jako aktivní podporovatele očekávaných sociálních reforem a nacionálních požadavků. Vliv na venkově a v pohraničí získali komunisté především díky iniciativním krokům při pozemkové reformě, odsunu Němců a následném dosídlování těchto oblastí. I proto v prvních poválečných volbách v roce 1946 získala KSČ v Česku 40,17 % hlasů (v Čechách 43,25 % a na Moravě 34,46 %) a KSS na Slovensku 30,48 % hlasů. Přestože vítězem na Slovensku byla Demokratická strana se 62 % hlasů, získali komunisté v celostátním parlamentu dohromady 114 z 300 mandátů a prezident Beneš pověřil tehdejšího předsedu KSČ Klementa Gottwalda sestavením vlády. Premiérem se Gottwald stal 2. července 1946, kdy se vlády ujal jeho první kabinet, v němž vítězná KSČ a KSS získaly devět členů. Čtyři místa v Gottwaldově vládě obsadila Československá strana lidová, Demokratická strana a Československá strana národně socialistická, tři ministři zastupovali Sociální demokracii a jako nestraníci byli do tehdejší 26členné vlády nominováni generál Ludvík Svoboda na post ministra národní obrany a Jan Masaryk jako ministr zahraničí. Komunisté ve vládě získali klíčová ministerstva vnitra, financí, informací, zemědělství, vnitřního obchodu a ochrany práce a sociální péče, díky čemuž mohli dál získávat dohled nad silovými orgány státu, policií a armádou.
Komplikovaná vládní spolupráce se začala vyostřovat v roce 1947 v souvislosti s mezinárodní politickou situací, kdy se začalo citelně projevovat ochlazení vztahů mezi SSSR a Západem. Sovětské velení v Moskvě se obávalo, že v Československu budou komunisté vytlačeni z vlády a republika vystoupí ze sovětské sféry vlivu. V červnu 1947 obdržela tzv. „vedoucí sedmička“ v Moskvě ve složení Stalin, Vjačeslav Molotov, Andrej Ždanov, Lavrentij Berija, Anastáz Mikojan, Georgij Malenkov a Nikolaj Vozněsenskij informaci o tom, že v Československu dochází k „zostření boje mezi politickými stranami a začíná aktivizace reakčních živlů podporovaných Anglosasy. Jejich vystupování má jasně vyhraněný antikomunistický charakter“. Moskva byla dále varována, že komunisté nedokázali ovládnout státní aparát a v srpnu 1947 měl být Stalin upozorněn, že „národní socialisté, slovenští demokraté a jiné reakční živly zahájili aktivní činnost zaměřenou na vytlačení komunistů z Československé armády“. Na podzim 1947 informovalo Moskvu sovětské velvyslanectví v Praze o tom, že „…pravicové strany drží komunisty v neustálém strachu z izolace… Komunisté zase, v obavách, že zůstanou izolováni, mnohdy ustupují pravicovým stranám víc, než je zdrávo“.

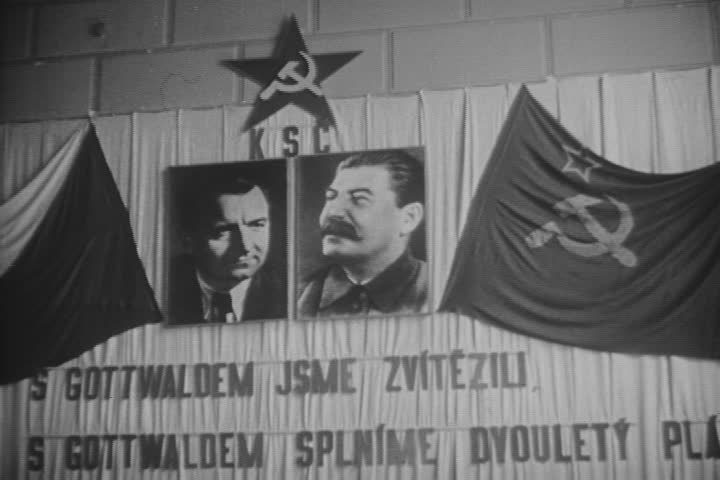
Portrét Klementa Gottwalda a Josifa Vissarionoviče Stalina oslavující jmenování Gottwalda premiérem

Klíčové rozhodnutí v otázce zahraničně-politické orientace třetí republiky představovalo nepřijetí tzv. Marshallova plánu. Československá vláda se rozhodla odmítnout nabízenou americkou hospodářskou pomoc na základě moskevských jednání, která se uskutečnila v červenci 1947. Rozhodující schůzky se Stalinem, Molotovem a Bodrovem se zúčastnili premiér Gottwald, ministr zahraničí Masaryk, ministr spravedlnosti Drtina, generální tajemník ministerstva zahraničí Arnošt Heidrich a československý velvyslanec v Moskvě Jiří Horák. Odmítnutím Marshallova plánu se Československo definitivně zařadilo do sovětské sféry vlivu. I přesto však Kreml sledoval vývoj v Československu spíše pesimisticky a sovětské vedení v čele se Stalinem a Berijou do Prahy v lednu 1948 vlakem tajně poslalo zvláštní brigádu KGB speciálního určení pod vedením dlouholetého vedoucího činitele KGB, generála Pavla Sudoplatova. Brigáda čítala 400 mužů v civilu. Skupina byla dopravena za účelem podpory komunistů a ochrany Klementa Gottwalda. Sudoplatov byl ještě před svým odjezdem v lednu 1948 do Prahy úkolován ministrem zahraničí SSSR Molotovem, že má připravit tajnou schůzku s prezidentem Benešem a navrhnout mu, aby důstojně opustil svůj post s tím, že předá moc Gottwaldovi. V opačném případě bylo sovětské vedení připraveno začít vypouštět očerňující zvěsti o prezidentu Benešovi.
I kvůli sílícímu tlaku z Kremlu a formujícímu se bloku nekomunistických stran přistoupila KSČ ve druhé polovině roku 1947 k velkému útoku proti svým domácím politickým oponentům. Nejvíc informátorů a spolupracovníků měla KSČ v sociální demokracii, se kterou komunisté počítali jako s partnerem „levicového bloku“ v rámci Národní fronty, avšak prvním cílem se stala Demokratická strana, která ve volbách přesvědčivě zvítězila na Slovensku. Komunisté se proto snažili zabránit jejím členům v obsazení tamních státních a mocenských orgánů. Komunisté se snažili zdiskreditovat Demokratickou stranu propojením jejich členů na bývalou ľudovou stranu. S podporou zbývajících stran byla prosazena tzv. třetí pražská dohoda, která omezovala rozhodovací pravomoci slovenských politických orgánů, jež podřídila centrální vládě. V září 1947 bylo zinscenováno odhalení protistátního spiknutí v Žilině, načež došlo k zatčení přibližně pěti stovek osob včetně poslanců Demokratické strany, Kempného a Bugára. Komunistům se tak v průběhu roku 1947 podařilo oslabit pozice Demokratické strany a zároveň získat zkušenosti, které později využili během února 1948. Politická krize na Slovensku v roce 1947 bývá označována jako „slovenský podzim“, „horký slovenský podzim“ či jako „slovenský Únor“.
Ve společné vládě bylo i mnoho dalších pnutí a sporů na hranici vládní krize, k nimž přispívala rostoucí nejistota komunistů ohledně vítězství v nadcházejících volbách, které se měly konat v květnu 1948. V sociální demokracii navíc na brněnském sjezdu v listopadu 1947 převládlo nekomunistické křídlo a předsedou byl místo prokomunisticky orientovaného Zdeňka Fierlingera přítomnými delegáty zvolen Bohumil Laušman. Od počátku roku 1948 pak napětí mezi KSČ a jejich oponenty ve vládě i v parlamentu dál vzrůstalo. Nejprve při diskusích o zákonu „O trvalé úpravě vlastnictví zemědělské půdy“ a rovněž při projednávání úpravy platů státních a veřejných zaměstnanců. Vyhrotil se navíc již déletrvající konflikt mezi ministerstvem vnitra vedeným komunistou Václavem Noskem a ministerstvem spravedlnosti, které měl na starosti národní socialista Prokop Drtina. Ministr Drtina požadoval, aby byly došetřeny politicky motivované případy, jakými byly Krčmaňská či Mostecká aféra.
 Pro další vývoj událostí se však rozhodujícím bodem sporu staly čistky ve velitelství tehdejší policie – Sboru národní bezpečnosti (SNB), prováděné ministrem vnitra Noskem, kdy bylo z velitelských míst na základě rozkazu zemského velitele SNB plukovníka Jana Dybala odvoláno posledních osm pražských nekomunistických velitelů SNB. Policie se tak v hlavním městě ocitla zcela v rukou komunistů. V parlamentu došlo na kritiku Noskova postupu během schůzky bezpečnostního výboru konané 12. února. Proti ministrovi vnitra ostře vystoupil především národně socialistický poslanec Vladimír Krajina, který vyjmenoval konkrétní příklady zneužití SNB komunisty. Krajina na schůzi uvedl, že má „mnoho důkazů, že Sbor národní bezpečnosti a zvláště Státní bezpečnost provádí vyloženě komunistickou politiku a pracuje ne pro stát a všechno občanstvo, ale jen a to výlučně pro KSČ.“. O přemístění osmi velících pražských důstojníků se pak na půdě parlamentu poprvé veřejně zmínil poslanec ČSNS Alois Čížek. Po bouřlivé parlamentní diskuzi následně nekomunističtí poslanci proti hlasům KSČ prohlasovali usnesení, na jehož základě měl ministr vnitra zastavit přemísťování členů Sboru národní bezpečnosti a došlo k ustanovení komise v čele s lidoveckým poslancem Bohumírem Bunžou, která měla za úkol prošetřit metody vyšetřovacích orgánů na ministerstvu vnitra.

## Průběh únorových událostí
V únoru 1948 nastala vládní krize kolem usnesení o Bezpečnosti z 13. února 1948. V následujících dnech došlo k sérii událostí, jež vedly k úplnému převzetí moci ve státě komunistickou stranou. Tyto události byly završeny 25. února, kdy prezident přijal demisi části nekomunistických ministrů, podlehl nátlaku a doplnil vládu kandidáty navrženými premiérem Klementem Gottwaldem.

### Pátek 13.února

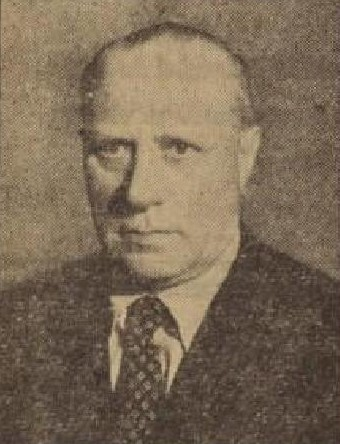
Ministr vnitra Gottwaldovy vlády, Václav Nosek

V pátek 13. února zasedla vláda ke své 133. schůzi, přičemž kromě přípravy zákona o národním pojištění měl během jednání ministr spravedlnosti Prokop Drtina z Československé strany národně socialistické přednést průběžné hlášení z vyšetřování krčmaňského případu. Drtina a ministr výživy Václav Majer z Československé sociální demokracie však pod dojmem zpráv kritizovali kroky na ministerstvu vnitra a žádali vysvětlení o odvolání 8 obvodních velitelů Sboru národní bezpečnosti od ministra vnitra Noska. Ministr Nosek však na jednání vlády nedorazil a omluvil se ze zdravotních důvodů. Ve skutečnosti jej před osobní účastí varoval Valerij Vilinskij, který jako vedoucí sekretariátu ministra dopravy za Demokratickou stranu, Ivana Pietora, donášel komunistům důvěrné informace o připravovaných krocích jejich oponentů. Proti hlasům ministrů za KSČ pak vláda přesto přijala usnesení navržené Petrem Zenklem, v němž uložila ministru vnitra Noskovi odvolat Dybalův rozkaz a zastavit tak kádrové změny ve vedení SNB.

### Neděle 15.února
Z Moskvy byly letecky dopraveny posily tajné policie a přiděleny všem oblastním velitelstvím StB.
Skupina špičkových agentů NKVD byla umístěna v Praze, z nich 23 bydlelo v hotelu Flora a 16 v hotelu Steiner (dnes Grand Hotel Bohemia). Další byli přiděleni k československé vojenské rozvědce.

### Pondělí 16.února
Na schůzce ministrů a dalších činitelů národně sociální strany bylo dohodnuto, že v případě, že na příští schůzce Gottwaldova kabinetu nedojde ke splnění vládního usnesení z 13. února, nezúčastní se ministři za ČSNS dalších zasedání vlády a vyzvou ostatní nekomunistické strany k následování tohoto postupu. Pokud bude usnesení komunisty dále ignorováno, podají demisi a pokusí se k tomuto kroku přimět i ministry z lidové a Demokratické strany, přičemž sociální demokraty budou informovat, když bude zkoordinován postup s ČSL a DS. Za autora tohoto plánu je pokládán Hubert Ripka. O plánu národních socialistů se ještě ten den dozvěděla část ministrů z Československé strany lidové a Demokratické strany a zpráva o myšlence ČSNS na úřednickou vládu se donesla i do Kanceláře prezidenta republiky. Komunisté, kteří měli o krocích svých soupeřů podrobné zprávy, v pondělí zaměřili síly na přípravu sjezdů závodních rad a rolnických komisí.

### Úterý 17.února
V úterý 17. února měla vláda projednávat zprávu ministra spravedlnosti o zneužívání Bezpečnosti komunisty, která souvisela s usnesením vlády z 13. února 1948, ale předseda vlády Gottwald to odmítl z důvodu nepřítomnosti ministra vnitra. Ministři za národně socialistickou stranu, lidovou stranu a demokratickou stranu plánovali v případě, že usnesení vlády nebude splněno, podat demisi. Spoléhali na podporu sociálních demokratů a na značné pravomoci prezidenta. Ten mohl jmenovat úřednickou vládu a vypsat předčasné volby, případně demisi odmítnout.
V poledne během přestávky jel Gottwald informovat Beneše o úmyslu nekomunistických stran ustavit úřednickou vládu. Beneš prohlásil, že v případné nové vládě budou představitelé všech stran. Po návratu na jednání do Strakovy akademie prosazoval Gottwald odložení vládní schůze na pátek 20. února, kdy měl být přítomen i ministr Nosek, s čímž nesouhlasili zástupci nekomunistických stran. Přesto byla nakonec schůze bez výsledků ukončena. Ve večerních hodinách pak Klement Gottwald informoval Ústřední výbor KSČ o jednání s Edvardem Benešem. Ústřední výbor následně vyzval pracující lid k „ostražitosti a připravenosti zasáhnout proti reakci“ a vyhlásil pohotovost v Pražské Státní bezpečnosti, zpravodajských odborech a u několika pohraničních vojenských pluků.

### Středa 18.února
Na zasedání užší komise Národní fronty odmítl Klement Gottwald jako její předseda jednat o vnitřních poměrech této organizace a situaci ve vládě. Tři nekomunistické strany se proto rozhodly bojkotovat schůze vlády, dokud nebude provedeno usnesení vlády z 13. února. Většina v Sociálně demokratické straně byla pro smír a zachování Národní fronty. Prezident jednal s národními socialisty Zenklem a Ripkou a podle jejich vyjádření podpořil vyžadování provedení vládního usnesení z 13. února. Dále měl být informován o plánované demisi, jak ve svých pamětech uváděl Ripka a po něm i další, avšak prezidentův kancléř Jaromír Smutný uvedl, že nic takového tehdy prezident neslíbil a jeho doporučení byla obecnějšího rázu. Patrně tak na schůzce mezi demokratickými ministry a prezidentem došlo k zásadnímu nedorozumění.

### Čtvrtek 19.února
V nekomunistických vládních stranách probíhala mnohá jednání, z kterých vyplývala stále jednoznačnější rozhodnutí podat demisi svých ministrů. Komunisté se snažili přesvědčit sociální demokraty ke změně postoje k usnesení o Bezpečnosti a získat je k vytvoření společné většinové levicové vlády. Tohoto jednání se za KSČ zúčastnili Gottwald, Rudolf Slánský a Václav Kopecký a za sociální demokraty Bohumil Laušman, František Tymeš a Blažej Vilím, kteří však komunistický návrh odmítli. V sociální demokracii prosazoval společnou vládu s komunisty především Zdeněk Fierlinger. Ministři tří nekomunistických stran se na poradě u Jana Šrámka rozhodli znovu vyžadovat na vládě splnění sporného usnesení a v případě, že se tak nestane, ihned podat demisi. Zpráva o tomto rozhodnutí byla tajně doručena Gottwaldovi. Premiér informoval prezidenta, že nekomunističtí ministři chtějí rozbít vládu. Beneš zamítl možnost úřednické vlády a slíbil, že v případné nové vládě bude předsedou opět Gottwald.

Československá vládní krize začala budit pozornost v zahraničí. Americký velvyslanec Lawrence Steinhardt přerušil svůj léčebný pobyt a vrátil se do funkce. Do Prahy přiletěl také náměstek sovětského ministra zahraničí a bývalý sovětský velvyslanec v Praze, Valerian Zorin.

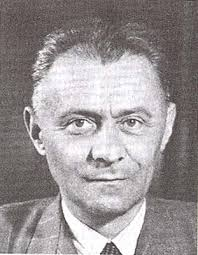
Ministr zahraničního obchodu a poslanec za ČSNS Hubert Ripka

Bývalý předseda sociální demokracie Bohumil Laušman uvedl ve svých vzpomínkách napsaných počátkem 50. let v emigraci, že Gottwaldova kancelář byla tehdy přímou linkou spojena se sovětským velvyslanectvím a Gottwald a Zorin byli v neustálém kontaktu. Zorin tedy měl možnost na základě Gottwaldových informací kontrolovat a případně revidovat všechny kroky vedení KSČ. S Benešem Zorin přímé kontakty neměl, je tedy zřejmé, že Gottwald a další komunističtí předáci v kritické chvíli vydírali prezidenta hrozbou sovětské intervence do Československa. Tu ovšem Sověti ve skutečnosti kategoricky odmítali, což Zorin sdělil Gottwaldovi hned při první schůzce po jeho příletu do Prahy. Prezident Beneš tak opět zažíval situaci podobnou mnichovské krizi v září 1938.

### Pátek 20. února
Na plánovanou schůzi vlády se dostavili pouze komunisté a sociální demokraté. Místo přítomnosti ostatních ministrů dostal předseda vlády Gottwald od ministrů za Československou stranu národně socialistickou dva formální písemné dotazy na splnění vládního usnesení. Na první z nich rovněž písemně odpověděl, že o záležitosti se bude teprve jednat. Ministři tří nekomunistických vládních stran následně podali demisi a informovali o tom ministra zahraničí Jana Masaryka. Ten takový krok odmítl. Sociální demokraté trvali na tom, že nepodají demisi ani se nepřipojí ke komunistům. Prezident republiky byl o demisi ministrů tří stran informován Zenklem ve 12 hodin. Gottwald v doprovodu generála Svobody, ministra Noska a náčelníků zpravodajských služeb Bedřicha Reicina a Františka Jandy byl prezidentem přijat v 15:40. Během schůzky Gottwald navrhl Benešovi přijetí demise a následné doplnění vlády podle komunistického návrhu.

Během večerního setkání předsednictva ÚV KSČ komunisté naplánovali svolat na druhý den velkou demonstraci na Staroměstském náměstí. Rozhodli se rovněž vyzvat k zakládání akčních výborů Národní fronty. V noci začaly přípravy na vyzbrojení vybraných dělnických oddílů a policie obsadila pošty a vybrané budovy.

### Sobota 21. února
Ve velkých městech proběhly demonstrace na podporu komunistů. Největší z nich se konala na Staroměstském náměstí v Praze, kde s projevem vystoupil Klement Gottwald, Zdeněk Fierlinger nebo spisovatel Jan Drda. Komunisté vyzývali k vyřešení krize a k doplnění vlády Gottwaldovými kandidáty. Souběžně proběhlo několik o mnoho menších demonstrací ostatních stran, avšak jejich představitelé se snažili svoje sympatizanty spíše uklidnit. Část předních politiků demokratických stran navíc situaci podcenila a na víkend odcestovala mimo Prahu. Prezident republiky byl vystaven nátlaku představitelů dělnického hnutí, kteří na něm písemně vyžadovali splnění Gottwaldových návrhů, a přijal také delegaci odborářů z pražské demonstrace, kteří mu sdělili, že se musí podrobit vůli lidu. Na schůzce s delegací sociálních demokratů prezident vyjádřil přání, aby se krize vyřešila jednáním v rámci stávající struktury Národní fronty a transformací vlády za účasti všech stran. Prezident Beneš přes Jana Jínu vzkázal Prokopu Drtinovi, že je překvapen nejen demisí, ale rovněž následnou pasivitou demokratických stran.
 Komunisté mezitím začali vytvářet vlastní ozbrojené složky – Lidové milice. Budovali také Akční výbory Národní fronty, jejichž nevolení nýbrž jmenovaní členové začali přebírat vedení organizací a propouštět zaměstnance. Jejich činnost směřující k „očistě veřejného života od nekomunistů“ byla později zlegalizována zvláštním zákonem.
Bohumil Laušman ve svých vzpomínkách jako přímý účastník jednání s prezidentem dále uvádí, že Gottwald v úsilí o neprodlené přijetí demise národně socialistických, lidoveckých a slovenských demokratických ministrů použil již 21. února jako argument přítomnost sovětské armády ve střední Evropě. Její jednotky byly tehdy rozmíštěny jak ve východní německé zóně, tak i v Polsku, Maďarsku a Rakousku. Na otázku Beneše: „A když demisi nepřijmu?“ měl Gottwald prezidentovi pohrozit nejen vyhlášením generální stávky a vysláním oddílu Lidových milicí do ulic, ale i zásahem Sovětského svazu. Tyto Gottwaldovy výhrůžky byly předem koordinovány s prodlouženou rukou Stalina v Československu, náměstkem sovětského ministra zahraničí Valerianem Zorinem. Beneš však netušil, že Zorin a jeho prostřednictvím také sám Stalin Gottwaldovu žádost o vojenskou intervenci Sovětského svazu v Československu několikrát kategoricky odmítl. Prezident Beneš se tak pravděpodobně rozhodoval i pod dojmem zahraničně politické izolace Československa, obavy z občanské války a ruské intervence.

### Neděle 22. února
V Průmyslovém paláci v Praze se konal sjezd závodních rad a odborů, kde všechnu iniciativu převzali komunisté. Výsledná rezoluce vyslovila podporu Gottwaldovi, požadovala další znárodňování a schválila vyhlášení jednohodinové generální stávky na 24. února. Komunisté se stále snažili přimět sociální demokracii ke společnému vstupu do nové vlády. Na společné schůzce vyhrožoval Klement Gottwald předsedu Laušmanovi, že pokud na komunistickou nabídku nepřistoupí, dojde k odtržení prokomunistického křídla Sociální demokracie.
 Na základě smyšlené zprávy o údajném nebezpečí ozbrojeného puče byli zatýkáni političtí odpůrci KSČ, nezákonně vyzbrojovány Lidové milice a konaly se prohlídky ve stranických sekretariátech. Na příkaz ministra vnitra byly v Praze hlídány mosty, strategické budovy a rozhlas. Přijížděly i vojenské síly z pohraničních oblastí. Sovětské komunistické noviny Pravda uveřejnily text podporující československé komunisty v jejich úsilí. Byly omezeny dodávky papíru do redakcí demokratických novin a část tiskařů je navíc odmítla sázet, takže v neděli nevyšly deníky Čas, Svobodné slovo ani část lidoveckých periodik.

### Pondělí 23. února
Státní bezpečnost začala zatýkat vybrané příslušníky stran, jejichž ministři podali demisi a probíhaly i další akce směřující k omezení činnosti nekomunistických stran. Komunisté ze Sboru národní bezpečnosti vpadli do sekretariátu národně socialistické strany a hledali zde zbraně a dokumenty o „podvratné činnosti“. Došlo rovněž k zatčení vyšetřovatelů krčmaňského a mosteckého případu a bylo prováděno množství domovních prohlídek. Jednotky Lidových milicí vytvářené z pokynu ÚV KSČ byly dále vyzbrojovány, když do Prahy dorazila zásilka pušek a samopalů z brněnské Zbrojovky. Akční výbory vyzývaly nekomunistické ministry k odchodu z ministerstev. Sociální demokraté se odmítli vyjádřit ke své účasti ve vládě, ale podporovali znárodňování. Představitelé nekomunistických stran stále prohlašovali, že věří ve smírné vyřešení krize s pomocí prezidenta Beneše. Prezident se snažil přimět Gottwalda k udržení staré Národní fronty, ten však odmítl. Beneš trval na svém stanovisku a informoval ministry národně socialistické strany, že komunistickému nátlaku neustoupí a že nebude jmenovat vládu, v níž by nebyly zastoupeny všechny strany. Prezidenta podpořil průvod více než deseti tisíc vysokoškoláků a příznivců národních socialistů, kteří se z náměstí Republiky, přes Příkopy, Václavské náměstí a Národní třídu vydali na Pražský hrad, kde prezident přijal pětičlennou studentskou delegaci vedenou nejmladším poslancem Josefem Lesákem. Studenti ujistili prezidenta o své podpoře a Beneš jim přislíbil řešit vládní krizi parlamentní cestou v rámci ústavy.

### Úterý 24. února
Ve 12 hodin začala hodinová generální stávka, které se zúčastnilo 2,5 milionů pracujících. Měla pomoci v nátlaku k prosazení sociálních a ekonomických požadavků. Byli zatčeni další funkcionáři národně socialistické strany, která odmítla vytvoření akčního výboru, a přestaly vycházet stranické noviny „Svobodné slovo“. V lidové straně byl akční výbor vytvořen a převzal kontrolu nad deníkem „Lidová demokracie“. Lidové milice obsadily budovu sekretariátu sociální demokracie a následně Lidový dům. Pod tímto nátlakem a kvůli hrozícímu rozkolu v ČSSD, kde okamžitým rozdělením strany hrozilo radikální levicové křídlo vedené Fierlingerem, se předseda Laušman rozhodl k účasti v budoucí Gottwaldově vládě. Když byl potlačen odpor politických stran, soustředili komunisté svůj nátlak na prezidenta. V dělnickém hnutí organizovali podepisování rezolucí požadujících přijetí demise ministrů a vyhrožovali další generální stávkou.

### Středa 25. února

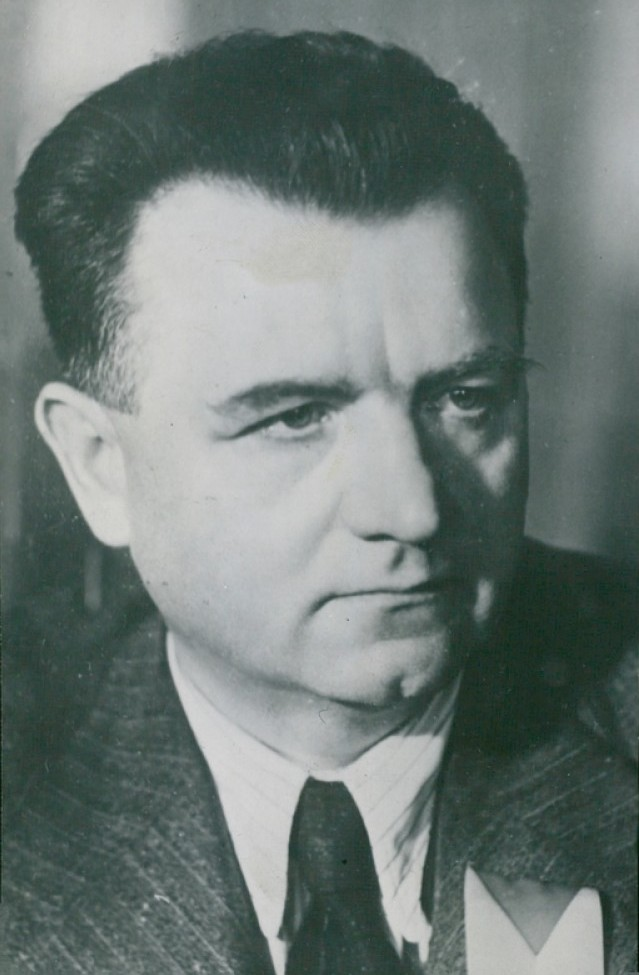
Předseda vlády a KSČ, Klement Gottwald

Ve středu, 25. února krizové události vyvrcholily. Po nátlaku na sociální demokracii podali demisi ministři Václav Majer a František Tymeš. Komunisté činili další kroky k ovládnutí Národní fronty. Byl ustaven Ústřední akční výbor Národní fronty, kde kromě komunistů a sociálních demokratů zasedli také prokomunističtí politici z řad národních socialistů a lidovců, významné osobnosti a zástupci odborů. V čele akčního výboru stanul Antonín Zápotocký, generálním tajemníkem se stal Alexej Čepička a místopředsedy Rudolf Slánský, Zdeněk Fierlinger, Alois Neuman a Josef Plojhar.

Představitelé národních socialistů chtěli jednat s prezidentem, ale ten nejprve nepřijal ani ministra Krajinu a posléze ani ministry Majera a Ripku, neboť již zřejmě byl rozhodnutý demisi podepsat. V 11 hodin se k prezidentovi dostali Gottwald, Zápotocký a Nosek, od nichž převzal listinu s členy nové vlády a slíbil učinit rychlé rozhodnutí. Komunisté pokračovali v nátlaku a od rána připravovali velkou demonstraci na Václavském náměstí, která se měla v případě prezidentova odporu přesunout na Hradčany. V pohotovosti bylo i přes 6 tisíc ozbrojených členů Lidových milicí. V 16:15 odpoledne prezident krátce jednal s Gottwaldem. Oznámil mu, že přijímá demisi ministrů a podepsal doplnění vlády podle Gottwaldova návrhu. Podle některých autorů tímto krokem Beneš porušil platnou ústavu. Gottwald uvědomil o prezidentově rozhodnutí vedení KSČ a odjel oznámit událost davu na Václavském náměstí. Ve večerních hodinách pak v Praze proběhla přehlídka Lidových milicí a útvarů pohraniční stráže. Jediným viditelným odporem proti komunistickému postupu byl pochod asi pěti tisíc vysokoškoláků, učitelů a novinářů na Pražský hrad. Část účastníků byla příslušníky SNB zastavena a zbita v Nerudově ulici, druhé části se přes odpor Lidových milicí podařilo projít na Loretánské náměstí, kde účastníky rozehnala SNB. Jeden z účastníků tohoto pochodu byl v Nerudově ulici postřelen do nohy, přibližně stovka demonstrantů byla zatčena a uvězněna a mnozí museli následně opustit školy. Pětičlenná studentská delegace, která byla z Nerudovy ulice vpuštěna na Hrad ještě před rozehnáním průvodu, se již setkala pouze s kancléřem Smutným, který již pouze poděkoval studentům za podporu a oznámil, že prezident již demisi přijal a podepsal složení nové vlády.

#### Projev Klementa Gottwalda
Po čtvrthodinové schůzce na pražském hradě odjel premiér Gottwald oznámit komunistické vítězství na Václavské náměstí, kde se od odpoledních hodin shromáždilo přibližně 50 až 80 000 lidí. S projevy zde vystoupili například Zdeněk Nejedlý, Václav Kopecký nebo Josef Krosnář. Klement Gottwald pak z korby nákladního vozu přednesl naslouchajícímu davu svůj projev, v němž informoval shromážděné o prezidentově souhlasu s demisí a rekonstrukcí vlády na základě komunistického návrhu.
„Právě se vracím z Hradu od prezidenta republiky. Dnes ráno jsem panu prezidentu republiky podal návrh na přijetí demise ministrů, kteří odstoupili 20. února tohoto roku. A současně jsem panu prezidentu navrhl seznam osob, kterými má býti vláda doplněna a rekonstruována. Mohu vám sdělit, že pan prezident všechny mé návrhy, přesně tak, jak byly podány, přijal.
 Soudruzi a soudružky, dekrety jak propouštěcí, tak i jmenovací jsou panem presidentem podepsány a za chvíli budou mnou kontrasignovány. Panu presidentu rozhodování o tomto návrhu nepřišlo lehko, jak vidno z toho, že to trvalo dosti dlouhou dobu, než věci uvážil a rozvážil. Pan president přes to všechno pak nakonec uznal nutnost a nezbytnost takového opatření a hlavně proto to uznal, poněvadž viděl, že to bylo přání, vůle a hlas lidu. My, soudruzi a soudružky, jsme panu presidentovi vděčni, že dovedl respektovat přání a vůli lidu i ve věci, která mu byla osobně velmi těžká.

A nyní, soudruzi a soudružky, ještě několik slov. Reakce, která chystala a připravovala právě v této době rozhodný úder proti našemu lidově demokratickému řádu, byla sama odražena a poražena. Bdělost, ostražitost a pevná bojová vůle našeho lidu způsobily především tuto porážku reakce. Jednota našeho lidu, jednota dělnické třídy, jednota dělníků, rolníků, živnostníků a inteligence to byla, která našemu národu dala dostatek sil, aby v zárodku, během několika málo dnů zmařil úklady a spiknutí reakce.
 Nyní, kdy každý útok reakce je odražen, vrátíme se opět ke své práci, ke své budovatelské práci na splnění dvouletky, ve které práce bude o to radostnější, že již tam budou v míře daleko menší, než tomu bylo dosud, rozvratnické a sabotážnické živly. Je potřeba, soudruzi a soudružky, nyní, když vůle našeho lidu byla tak slavně prosazena, znovu se semknout v mohutné pracovní úsilí, abychom překonali veškeré obtíže, které před námi stojí, a abychom vybudovali z naší republiky, oproštěné od reakcionářů, šťastný domov všeho pracujícího lidu."
Projev Klementa Gottwalda na Václavském náměstí, 25. února 1948

## Následné události a důsledky převratu

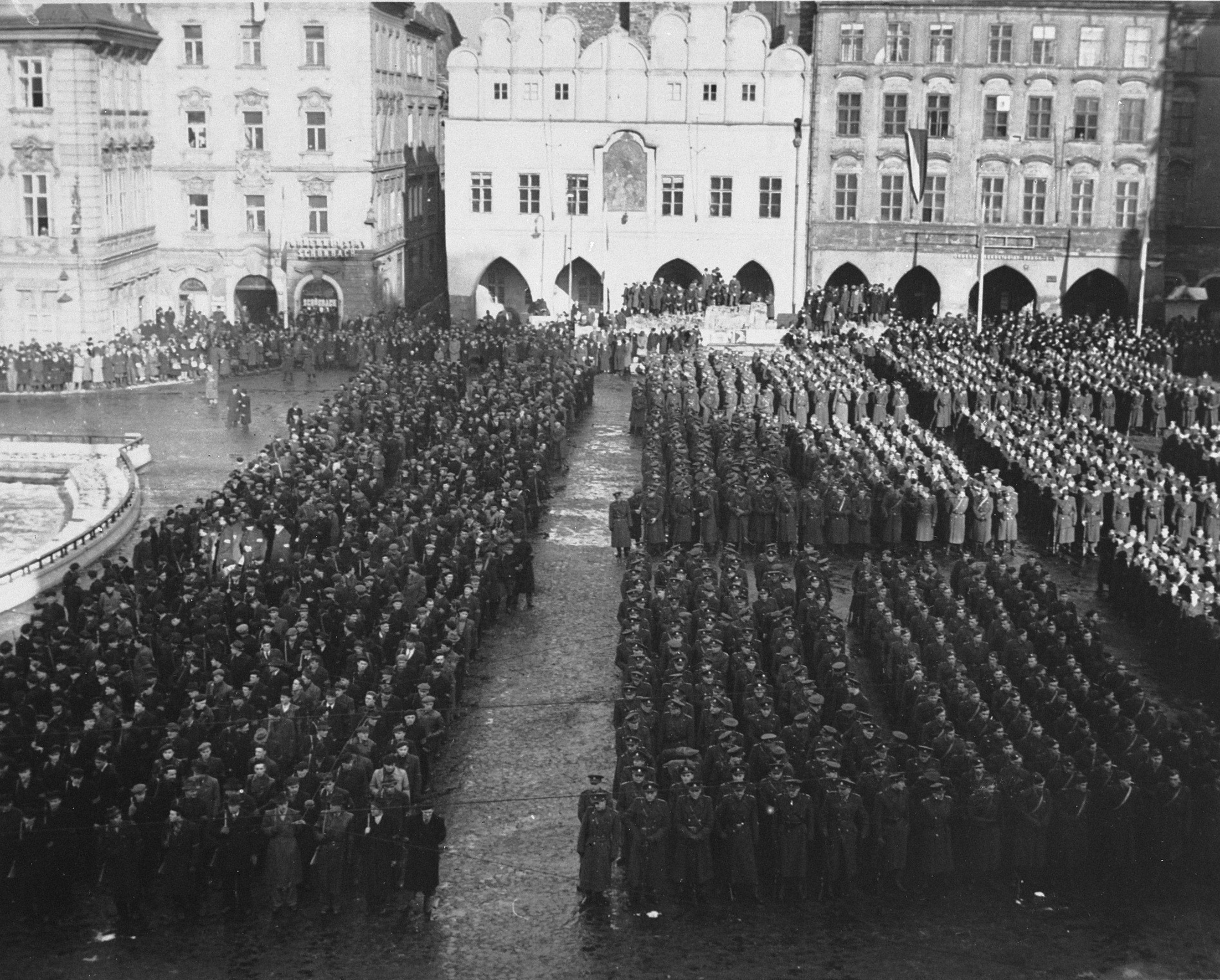
Přehlídka Lidových milic a policie na Staroměstském náměstí, 26. února 1948

Od večerních hodin 25. února a také během celého následujícího dne komunisté oslavovali své vítězství, o kterém se z tisku a rozhlasu dozvěděl i celý zbytek československé veřejnosti. V pátek 27. února se pak k prezidentovi dostavila nová Gottwaldova vláda, která na Hradě dle ústavy složila svůj slib prezidentovi. KSČ ve vládě získala dva posty náměstků předsedy vlády, jimiž se stali Antonín Zápotocký a Viliam Široký, třetím náměstkem se stal Bohumil Laušman. Komunisté ve vládě nově získali ministra zahraničního obchodu, kterým se stal Antonín Gregor, ministra spravedlnosti Alexeje Čepičku a ministra školství a osvěty Zdeňka Nejedlého. Ministrem zahraničí byl znovu jmenován Jan Masaryk a ministrem obrany Ludvík Svoboda, ministrem pro sjednocení zákonů a organisace správy Československa se stal starý Benešův stoupenec, Vavro Šrobár. Po schůzce s novou vládou se prezident Beneš setkal s Masarykem a Šrobárem, který ho přemlouval, aby nerezignoval a dál pomáhal demokratům zachraňovat jejich pozice. Poté na Edvarda Beneše stejně naléhali i generálové Svoboda, Boček, Klapálek a Hasal. Nemocný a vyčerpaný prezident poté odjel z Prahy do svého soukromého sídla v Sezimově Ústí Od 28. do 29. února se v Praze konal slavnostní sjezd rolnických komisí, původně zamýšlený jako další z nátlakových demonstrací pro podporu KSČ.
Na svou porážku okamžitě zareagovali političtí oponenti komunistů. Po 25. únoru se poslaneckého mandátu vzdali nekomunističtí poslanci Šrámek, Drtina, Ripka, Zenkl, Fráňa Zemínová, Antonín Hřebík, Vojta Beneš, Vilém Bernard, Jaroslav Stránský, Adolf Klimek a Milada Horáková. Řada z poslanců pak rychle odešla do emigrace (Krajina, Stránský, Adolf Procházka, Ivo Ducháček, Samuel Belluš) a někteří byli záhy zatčeni a internováni (například bývalí lidovečtí ministři Jan Šrámek a František Hála). Do zahraničí z Československa uteklo i množství dalších politiků a odpůrců nastupujícího režimu. Mezi nimi i národní socialista a novinář Ivan Herben, poslankyně za ČSL Helena Koželuhová, historik a poslanec za ČSL Bohdan Chudoba, národně socialističtí poslanci Ota Hora a Alois Čížek, bývalí členové vlády Ripka, Majer a Zenkl, národní socialista Ladislav Karel Feierabend nebo publicisté Pavel Tigrid a Ferdinand Peroutka. V noci z 27. na 28. února se o sebevraždu neúspěšně pokusil Prokop Drtina, který byl těžce poraněný odvezen do nemocnice Na Bulovce a v roce 1953 byl za velezradu odsouzen k 15 letům vězení. V noci z 9. na 10. března pak za nejasných okolností zemřel ministr Jan Masaryk, který byl nalezen mrtvý pod oknem koupelny svého bytu v Černínském paláci. Jeho záhadná smrt, původně označená za sebevraždu, otřásla československou i zahraniční veřejností.
V této atmosféře byla 11. března 1948 parlamentem potvrzena nová vláda. V Národním shromáždění jí jednomyslně vyslovilo důvěru všech 230 přítomných poslanců, z nichž tedy nejméně 74 muselo být ze tří nekomunistických stran, jejichž ministři podali demisi. 18. března se předsednického postu v Československé socialistické straně musel vzdát Bohumil Laušman, kterého vystřídal prokomunistický Zdeněk Fierlinger, načež nové vedení ČSD odsouhlasilo včlenění strany do KSČ. 9. května byla přijata nová ústava vyhlašující lidově demokratickou republiku a 30. května proběhly volby do Národního shromáždění s vynucenou účastí a s možností volit jen z jednotného seznamu kandidátů komunisty ovládané Národní fronty. 2. června ze zdravotních důvodů odstoupil prezident Beneš, který v Sezimově Ústí zemřel 3. září téhož roku. 14. června byl jeho nástupcem zvolen předseda KSČ a dosavadní premiér Klement Gottwald. Vznikla nová vláda, jejíž předsedou byl Antonín Zápotocký.
Přechod moci do rukou komunistů vedl ke ztrátě demokracie, závislosti vnitřní i vnější politiky státu na rozhodnutích reprezentace Sovětského svazu, politickým soudním procesům, čistkám, uvězňování, nuceným emigracím a jinému pronásledování oponentů nového režimu. Společnost donucená žít ve lži navíc postupně ztrácela morálku a charakter. Po únoru 1948 byly zpřísněny podmínky cestování natolik, že bylo těžší navštívit příbuzné v Polské lidové republice (součást východního bloku, tj. komunisty deklarovaná přátelská země, doslovně tehdy bratrská) než za protektorátu Čechy a Morava tetičku na Slovensku. Tvrdý režim, kdy bylo individuální cestování prakticky zakázáno, platil až do poloviny 50. let (do roku 1956 nebyly soukromé cesty až na výjimky vůbec povolovány ani do socialistických zemí). V roce 1965 byly zavedeny nenárokové výjezdní doložky.
Poměry se začaly uvolňovat od roku 1963, kdy začalo tzv. Pražské jaro. Pro cestování do západních zemí (a Jugoslávie) byl kromě výjezdní doložky potřeba ještě devizový příslib od Státní banky československé. Na začátku roku 1968 se uvažovalo o umožnění občanů vycestovat za účelem studia nebo i vystěhovalectví. Přechodné uvolnění ukončila invaze vojsk Varšavské smlouvy do Československa. K omezení cestování došlo v listopadu 1968. Prezident Ludvík Svoboda vyhlášil v květnu 1968 amnestii pro emigranty, kteří by se vrátili do republiky, ovšem té z odhadovaných 70 tisíc emigrantů využilo pouze 565 lidí. Začátkem října 1969 tehdejší první tajemník ÚV KSČ Gustáv Husák znovu uzavřel železnou oponu. Od ledna 1970 začal platit zákon, který umožňoval potrestat pokutou až pět tisíc korun, propadnutím majetku nebo vězením až na půl roku osobu, která porušila podmínky výjezdní doložky. Podle Ústavu pro studium totalitních režimů v letech 1968 až 1989 emigrovalo 250 až 300 tisíc lidí.
Neomezená vláda komunistické strany v Československu trvala až do pádu východního bloku v roce 1989.

## Odkaz Února

### V kultuře
Únorový převrat a jeho výklad se za předlistopadového režimu stal oblíbenou látkou pro umění socialistického realismu a námětem oficiální státní propagandy, především filmu. Prvním snímkem zobrazujícím dobu únorových událostí je krátkometrážní dokument Vítězný lid, natočený režisérem Drahoslavem Holubem v roce 1949, při příležitosti prvního výročí. V roce 1958 byl na základě stejnojmenného románu z pera Jana Otčenáška natočen režisérem Otakarem Vávrou film Občan Brych. Jedná se o první filmové drama zaznamenávající události února 1948. Na pozadí Února se odehrává i děj pátého dílu televizního seriálu 30 případů majora Zemana, Hon na lišku. Před třicátým výročím Vítězného února byl v roce 1977 režisérem Vojtěchem Traplem natočen film Vítězný lid a v roce 1985 vyprodukovala Československá televize seriál Gottwald sledující politikův život, přičemž snímek vrcholí právě během událostí února 1948. Únorové události se staly hlavní zápletkou čtvrté epizody televizního seriálu České století natočeného režisérem Robertem Sedláčkem na základě scénáře od spisovatele Pavla Kosatíka. Díl Všechnu moc lidu Stalinovi měl televizní premiéru 17. listopadu 2013.
Z uměleckých děl inspirovaných Únorem 1948 lze jmenovat sousoší Vítězný únor vytvořené sochařem Vlastimilem Večeřou, které bylo na dnešním náměstí Republiky ve Žďáru nad Sázavou slavnostně odhaleno 23. února 1983. Po listopadu 1989 bylo bronzové sousoší přemístěno na dvorek Horácké galerie v Novém Městě na Moravě.

### Pojmenování míst a objektů

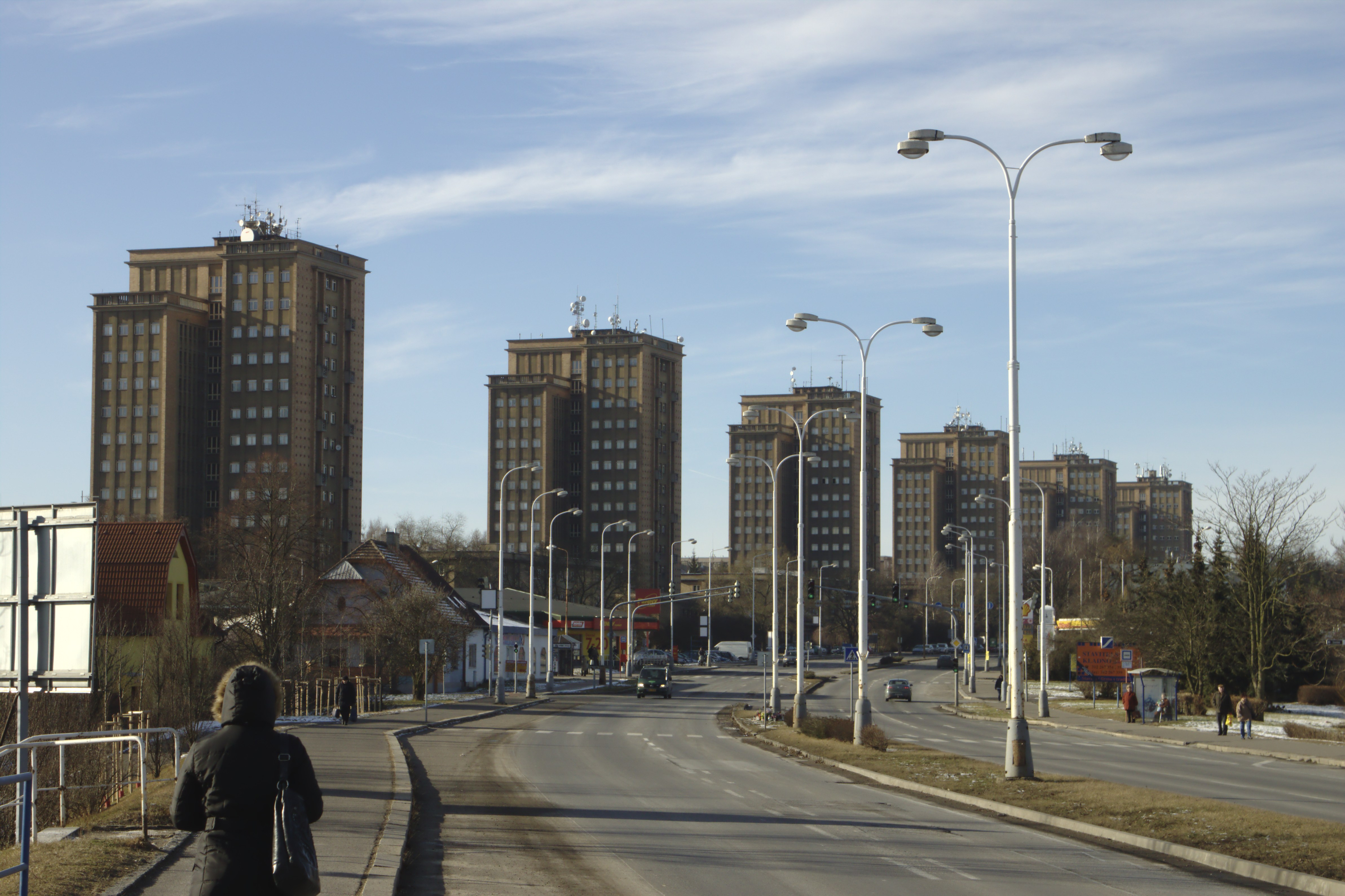
Rozdělovské věžáky, původní sídliště Vítězného února, v roce 2012

Od roku 1948 byla na počest únorových událostí pojmenována či přejmenována řada veřejných míst a objektů v Československu, přičemž se používal zejména oslavný oficiální název Vítězný únor prosazovaný marxistickou historiografií. Většina obcí se však po roce 1989 vrátila k původním názvům veřejných míst.
V roce 1953 byly strojírny v Hradci Králové-Kuklenách v rámci odštěpení od plzeňské Škody, která byla téhož roku přejmenována na Závody Vladimíra Iljiče Lenina (ZVIL), přejmenovány na Závody Vítězného února. Název ZVU firma využívá i po sametové revoluci a přechodu státního podniku na akciovou společnost v roce 1992.
V Moravské Ostravě bylo jako náměstí Vítězného února v roce 1952 přejmenováno náměstí Dr. E. Beneše. Dnešní název byl náměstí navrácen 23. ledna 1990. Téhož dne byl změněn i název ulice Vítězného února v Porubě, která byla přejmenována na ulici 17. listopadu. V Kladně bylo v části Rozdělov u dnešní ulice Vítězné vystavěno sídliště Vítězného února skládající se z Rozdělovských věžáků, zvaných též Kladenské věžáky, které byly postaveny v letech 1953 až 1958. V Havlíčkově Brodě neslo název sídliště Vítězného února dnešní sídliště Pražská a v Praze byl dle Vítězného února pojmenován jeden směr Severojižní magistrály v místech dnešních ulic Wilsonova, Mezibranská a Sokolská. V Opavě byla jako třída Vítězného února označována dnešní Masarykova třída, původně Panská ulice. V Brně nesla název třída Vítězného února dnešní ulice Jedovnická v Líšni a Zelný trh v centru Brna byl od 26. února 1952 do února 1990 znám jako náměstí 25. února. V Havířově neslo název náměstí Vítězného února dnešní náměstí Republiky, v Bohumíně bylo jako náměstí Vítězného února známo náměstí T. G. Masaryka a v Českém Těšíně nesla název ulice 25. února dnešní Akátová. Pojmenování třída Vítězného února nesla i pelhřimovská třída Legií. Ulice Vítězného února byla rovněž součástí města Most, avšak byla zničena v rámci bourání starého města. Pojmenování Vítězného února byl i původně navrhovaný název pro stanici metra Nové Butovice v Praze. Nakonec však stanice dostala název Dukelská. V letech 1962 až 1990 neslo název Divadlo Vítězného února i královéhradecké Klicperovo divadlo.

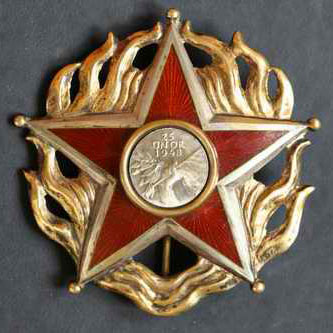
Řád 25. února

Po únorových událostech byl pojmenován také Řád 25. února, od roku 1973 udělovaný pod názvem Řád Vítězného února. Tímto vysokým státním vyznamenáním byli odměněni občané, skupiny osob či symboly zaslouživší se o dovršení vítězství komunismu v únoru 1948. Řád Vítězného února obdržely v 70. letech především čelné politické osobnosti normalizačního režimu.

## Pohledy na Únor 1948
Existuje vícero přístupů, rozdílných názorů a pohledů na jednotlivé události února roku 1948. Diskutovaným je často problém, zda byl přechod komunistů k moci legální či nelegální, což následně vede i k označování celého aktu jako státní převrat, puč, revoluce nebo legální převzetí moci. Předmětem úvah a polemik jsou kromě samotného způsobu převzetí moci i kroky komunistů a jejich politických odpůrci a také postup prezidenta Beneše a role Sovětského svazu.

### Zneužití moci
Největší část historiků tvrdí, že komunisté během únorového převratu jednali protizákonně a v rozporu s platnou ústavou. Toto stanovisko bývá podpořeno tím, že KSČ během upevňování moci po roce 1945 nerespektovala usnesení vlády, porušovala platné zákony a při manipulování s veřejným míněním využívala zkreslení a lží. K příkladům prostředků, které komunisté v boji s oponenty využívali patří Krčmaňská či Mostecká aféra. Při jednání s prezidentem Benešem v únoru 1948 měl navíc premiér Gottwald hrozit možným zásahem ozbrojených sil Sovětského svazu a okamžitým zatýkáním, takže Beneš přijal demisi ministrů pod nátlakem. Dle historiků Václava Vebera a Jana Kalouse či novináře Mikuláše Kroupy bylo v rozporu s ústavou i doplnění odstoupivších demokratických ministrů, neboť při tehdejší demisi 14 ministrů 26členného kabinetu mělo dojít k pádu celé vlády. Protizákonné bylo i působení lidových milicí a samozvaných akčních výborů.

### Legální proces v mezích tehdejších zákonů

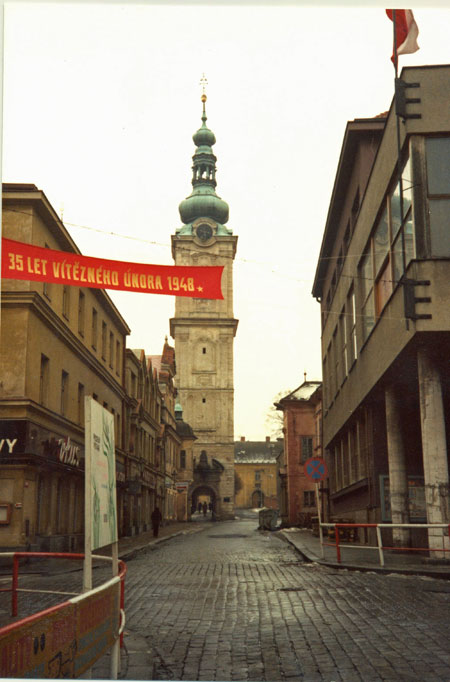
Oslavný transparent k 35 letům Vítězného února 1948 v Klatovech

Existuje i názor, že převzetí moci KSČ během Února 1948 nebylo státním převratem, ale dílem obratného jednání komunistů v rámci platných zákonů, kdy mocenské struktury státu zůstaly zachovány. Podpora armády, policie i velké části společnosti byla výrazem jejich svobodné vůle. V souladu s ústavou však proběhlo pouze samotné formální vyřešení vládní krize, kdy byly dle práva a tehdejší ústavy podány demise ministrů, které prezident přijal a následně jmenoval nové ministry navržené premiérem. Při tomto přístupu se však opomíjí dobový kontext a fakt, že komunisté v rámci politického boje s ostatními vládními stranami protizákonně vydírali, omezovali a zatýkali své odpůrce a manipulovali s veřejným míněním.

### Jen formální akt
Někteří historici se domnívají, že ve skutečnosti šlo jen o formální završení dlouhodobého procesu, řízeného z velké části ze Sovětského svazu, započatého během druhé světové války a pokračujícího v letech 1945 – 1947 v tzv. předtotalitní (pretotalitní) fázi. Vládní krize, k jejímuž vyvolání jako záminka posloužilo vládní usnesení o Bezpečnosti, jen vývoj urychlila, přičemž k převzetí státní moci komunisty by později stejně došlo.

### Komunistický přístup
Vládnoucí komunistický režim do roku 1989 prezentoval únorové události jako vítězství socialistické revoluce, dělnické třídy a pracujícího lidu.
| „                   | Byly to dni hrdinské a byly to zároveň dni velké víry. Hluboký omyl reakce byl právě v tom, že tuto víru podcenila, že si ji ani neuměla představit…. Tak se únor stal i poučením dějinným: Jak je strašné neznat lid vlastní země a nevycítit, jaké jsou jeho tužby. A dokonce neznat ani jeho sílu…. | “ |
| — Rudé právo, 1958, | |   |

Za viníky vládní krize byly označeny nekomunistické strany, které měly v únoru vyvolat dlouho připravovaný kontrarevoluční puč. Marxistická historiografie zmiňuje údajné plány buržoazních sil podporovaných z USA na převzetí moci i přípravu ozbrojených akcí, které měly chystat reakční síly v Sokolu a Svazu brannosti. Dle bývalého režimu byla vládní krize vyřešena v rámci ústavních pravidel, čímž mělo dojít k porážce buržoazní kontrarevoluce. Události označované jako Vítězný únor byly režimem každých deset let (1958, 1968, 1978, 1988) připomínány během rozsáhlých oslav. K revolučnímu základu února 1948 se po roce 1989 přihlásila Komunistická strana Čech a Moravy. Někteří z poslanců KSČM navíc obhajovali ústavnost převratu a Vítězný únor vnímali jako pozitivní krok, který umožnil nastolení lidovědemokratické vlády v Československu.